# Navios Tartaruga

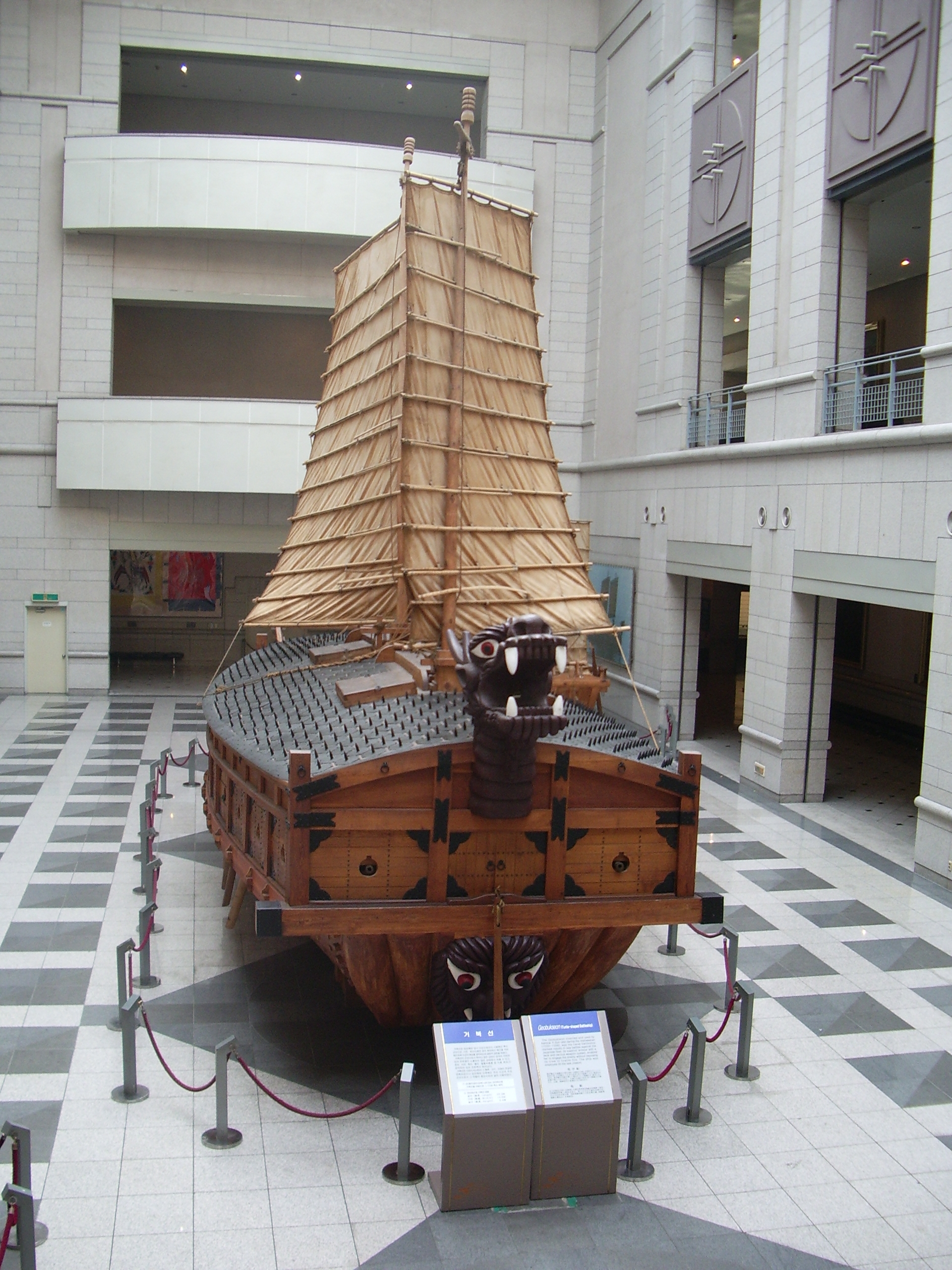
Uma réplica de um navio tartaruga num museu militar em Seoul.

Navio tartaruga ou barco tartaruga (Geobukseon ou Kobukson em coreano) eram grandes barcos de guerra pertencentes à classe de barcos panokseon, usados na Coreia durante a dinastia Joseon, entre os séculos XV e XVIII. As primeiras referências aos navios tartaruga são de 1413 e 1415. Eram descritos como "barcos-lança" ou "barcos-ariete" e serviam para furar os barcos dos Jurchen e dos piratas japoneses. Caíram em desuso devido a um longo período de paz durante o qual a Coreia floresceu.
A concepção e a construção dos navios tartaruga são atribuídas ao almirante coreano Yi Sun-sin. Durante a guerra Imjin eram equipados com pelo menos cinco tipos de canhões. Os navios tartaruga desempenharam um importante papel nas batalhas contra os barcos japoneses durante a guerra Imjin, prestando apoio aos barcos de guerra panokseon.

## Revestimento de ferro
Não é possível saber ao certo se os navios tartaruga eram revestidos de placas de ferro devido à falta de  informação. Fontes japonesas e coreanas fazem várias referências  a picos no convés e espinhos nos lados dos navios.

## Armas

### Cabeça de Dragão
A cabeça de dragão localizava-se na extremidade dianteira do navio. Várias versões destas cabeças foram usadas nos navios, incluindo uma que libertava um fumo tóxico gerado a partir da mistura de enxofre e salitre. O fumo obstruía a visão e interferia com a habilidade para manobrar dos japoneses. Outra versão apresenta um canhão dentro da cabeça do dragão, de modo a torná-lo mais ameaçador. O próprio diário de Yi explica como um canhão pode ser enfiado na boca do dragão de modo a ter poder de fogo.

### Canhões
Os canhões eram a principal vantagem dos navios tartaruga sobre os navios japoneses. Conseguia conter até 36 canhões.